# Dinera fuscata
Dinera fuscata là một loài ruồi trong họ Tachinidae.